# Thujon
Thujon er en monoterpen der bl.a. forekommer i planten almindelig thuja (Thuja occidentalis). Forgiftninger med dødelig udgang er forekommet hos mennesker og husdyr ved indtagelse af plantedele, der indeholder thujon. Arbejde med træ fra f.eks. thuja kan udløse eksem.
Thujon findes også i planten havemalurt.
Thojons molvægt er 152,23 g/mol og dets CAS-nummer er 546-80-5